# Hellinsia bawana
Hellinsia bawana là một loài bướm đêm thuộc họ Pterophoridae. Nó được biết đến ở Yemen.